# 産交バス人吉営業所
産交バス人吉営業所（さんこうバスひとよしえいぎょうしょ）は九州産交バスの子会社である産交バスの営業所の一つ。
かつては1991年に本体である九州産業交通から地域ごとに分社化され、熊南産交管内の営業所という位置付けがなされていたが、2005年4月に子会社再統合によって現在は産交バスの営業所として位置付けられている。

## 所在地
熊本県人吉市下青井町
- 併設停留所: 人吉産交
  - かつては営業所とは別に人吉スターレーン（ボウリング場）前に同名の停留所が設けられていた。神瀬線・黒白線は当営業所に乗り入れなかったが、2010年3月に実施した人吉地区でのダイヤ改正後は、神瀬線・黒白線も一旦当営業所に乗り入れた後、市内中心部を通り、終点まで運行する形となった。

人吉営業所の他に球磨郡多良木町に多良木車庫がある。

## 担当路線
主に当営業所を起点として、人吉市内全域ならびに球磨郡の町村ほぼ全域をカバーしている。
- 1995年以前は、当営業所より離れた市内中心部の上青井町にあった人吉ターミナルを起点として運行されていたが、老朽化により解体され、その後人吉市と球磨郡内を運行する路線バスは全て当営業所を発着とするようになった。2006年に社屋は老朽化により同じ場所で建て替えられた。なお人吉ターミナル跡地は現在、近くにある熊本銀行人吉支店の駐車場となっている。
- 以前においては高速バスの熊本－宮崎線「なんぷう号」や熊本－鹿児島線「きりしま号」も1995年より[2] 当営業所に乗り入れていたが、2006年に社屋建て替えを機に乗り入れが廃止され、現在人吉を経由する高速バスは人吉IC停留所からの乗降となっている。
- 過去には人吉インター周辺には路線バスは全く通っておらず、人吉市街地へのアクセスは自家用車やタクシーしか手段がなかったが、その後人吉周遊バスや一般路線バスが運行するようになった。その後一度バスの乗り入れは廃止されたが、現在はじゅぐりっと号（後述）が日中1時間に1本程度運行されている。なお停留所前には昼夜に関係なくバスの到着時間に合わせ、地元のタクシーが数台待機している。

### 管轄路線
- 人吉営業所担当のバス路線は「産交バス人吉・球磨地区路線図（2024年10月1日現在）」を表記。なお、運行経由地の中で『太文字』表記の停留所は終点とする便が設定されていることを意味する。

#### 五木線系統
| 路線名 | 起点     | 運行経由地                                                                                         | 終点   | 備考                           |
| ------ | -------- | -------------------------------------------------------------------------------------------------- | ------ | ------------------------------ |
| 五木線 | 人吉産交 | - 人吉駅前 - 九日町 - 願成寺 - 人吉電力所前 - 相良村役場前 - 川辺 - 大谷 - 駐在所前 - 五木役場前 - | 頭地   |                                |
| 五木線 | 人吉産交 | - 人吉駅前 - 川村駅入口 - 人吉木材工業団地前 - 相良村役場前 - 茶湯里温泉前 - 川辺 -                | 上田代 | 第一便は「茶湯里温泉」経由せず |

- 人吉と五木村を結ぶ路線である。2019年3月31日までは頭地より先の内谷・上荒地まで路線を延ばしていたが（後述）、翌4月1日のダイヤ改正で頭地までの運転に短縮されている。
- 2016年10月3日から客貨混載バスの運行を開始した。（詳細は後述）

#### 湯前線系統
| 路線名                | 起点     | 運行経由地                                                                  | 終点       | 備考 |
| --------------------- | -------- | --------------------------------------------------------------------------- | ---------- | ---- |
| 湯前線                | 人吉産交 | - 人吉駅前 - 九日町 - 石清水 - 木上小学校前 - あさぎり駅前 - 下多良木 -     | 湯の前駅前 |      |
| 湯前線                | 人吉産交 | - 人吉駅前 - 九日町 - 石清水 - 木上小学校前 - あさぎり駅前 - 球磨支援学校 - | 湯の前駅前 |      |
| 多良木線 （木上経由） | 人吉産交 | - 人吉駅前 - 九日町 - 石清水 - 木上小学校前 - あさぎり駅前 - 下多良木 -     | 多良木駅前 |      |
| 多良木線 （木上経由） | 人吉産交 | - 人吉駅前 - 九日町 - 石清水 - 木上小学校前 - あさぎり駅前 - 球磨支援学校 - | 多良木駅前 |      |

#### 市房登山口線系統
| 路線名                | 起点       | 運行経由地 | 終点       | 備考                                     |
| --------------------- | ---------- | --- | ---------- | ---------------------------------------- |
| 市房登山口線          | 人吉産交   | - 人吉駅前 - 人吉医療センター - 人吉・球磨スマートIC入口 - 球磨中央高校前 - 旧西村農協前 - 一武小学校前 - あさぎり駅前 - 下多良木 - 湯の前駅前 - 水上役場前 -     | 市房登山口 | 「人吉医療センター」経由便は平日のみ運行 |
| 市房登山口線          | 人吉産交   | - 人吉駅前 - 人吉医療センター - 人吉・球磨スマートIC入口 - 球磨中央高校前 - 旧西村農協前 - 一武小学校前 - あさぎり駅前 - 球磨支援学校 - 湯の前駅前 - 水上役場前 - | 市房登山口 | 「人吉医療センター」経由便は平日のみ運行 |
| 古屋敷線（まめバス）  | 水上役場前 | - 市房ダム前 - 古屋敷 - | 柳原       | 平日のみの運行                           |
| 多良木線 （西村経由） | 人吉産交   | - 人吉駅前 - 人吉医療センター - 人吉・球磨スマートIC入口 - 球磨中央高校前 - 旧西村農協前 - 一武小学校前 - あさぎり駅前 - 下多良木 -                               | 多良木駅前 | 「人吉医療センター」経由便は平日のみ運行 |
| 多良木線 （西村経由） | 人吉産交   | - 人吉駅前 - 人吉医療センター - 人吉・球磨スマートIC入口 - 球磨中央高校前 - 旧西村農協前 - 一武小学校前 - あさぎり駅前 - 球磨支援学校 -                           | 多良木駅前 | 「人吉医療センター」経由便は平日のみ運行 |

- 古屋敷線は人吉と水上役場前経由古屋敷まで結ぶ路線であったが、現在「水上役場前」で系統分離し「旧・古屋敷 - 柳原線」と併合。

#### 石水寺線・神瀬線系統
| 路線名   | 起点       | 運行経由地                                                                                           | 終点                     | 備考                                                   |
| -------- | ---------- | --- | ------------------------ | ------------------------------------------------------ |
| 石水寺線 | 人吉産交   | - 人吉駅前 - 人吉市役所 - 人吉医療センター - 西九日町 - 人吉産交 - カルチャーパレス前 - 西人吉駅前 - | 石水寺入口               | 「人吉市役所」「人吉医療センター」経由便は平日のみ運行 |
| 石水寺線 | 人吉産交   | - 人吉駅前 - 人吉市役所 - 人吉医療センター - 西九日町 - 人吉産交 - カルチャーパレス前 - 中神 -       | 石水寺入口               | 「人吉市役所」「人吉医療センター」経由便は平日のみ運行 |
| 神瀬線   | 石水寺入口 | - 渡駅前 - 一勝地駅 - 球磨村役場 - 球泉洞前 -                                                        | 神瀬福祉センターたかおと |                                                        |

- 2014年4月のダイヤ改正において、それまで運行されていた神瀬線を石水寺入口で系統分割して誕生した路線。球磨村コミュニティバスの受託運行という形態になっている。人吉（産交）始発の石水寺線の石水寺入口行きがそのまま直通するが、運賃は通算されない。
- 神瀬福祉センターたかおとは神瀬線当時は「旧神の瀬小学校前」という停留所名だったが、この路線の新設によって改名されている。

#### 人吉インター線
| 路線名                                            | 起点     | 運行経由地                                                      | 終点           | 備考                                                                                            |
| ------------------------------------------------- | -------- | --------------------------------------------------------------- | -------------- | ----------------------------------------------------------------------------------------------- |
| 人吉インター線 ＜人吉周遊バス（じゅぐりっと号）＞ | 人吉駅前 | - 人吉市役所 - 人吉医療センター - 球磨川下り発船場前 - 鬼木町 - | 人吉IC乗降口前 | 「人吉市役所」「人吉医療センター」経由便は平日のみ運行。 一部「球磨川下り発船場前」経由便あり。 |

- 2009年4月25日より運行開始。2012年11月26日をもって運行を終了したが、2013年3月16日より人吉IC乗降口－人吉駅前間を結ぶ生活・観光共用路線として復活。
- 元々は後述の専用車両にて運行されていたが、2020年7月の豪雨災害により被災したことにより、現在は一般路線車にて運行されている。

#### まめバス
- 「まめバス」と記載した路線はハイエースコミューターを使用路線。
- 2024年10月現在は5路線6系統を運行、うち「古屋敷線」は市房登山口線系統を参照。

| 路線名   | 起点     | 運行経由地                                                                                                 | 終点         | 備考               |
| -------- | -------- | --- | ------------ | ------------------ |
| 大柿線   | 人吉産交 | - 人吉駅前 - 人吉市役所 - 人吉医療センター - 西九日町 - 人吉産交 - 段地域学習センター前 - 大柿入口 -       | 涼水戸温泉前 | 火曜・金曜のみ運行 |
| 小柿線   | 人吉産交 | - 人吉駅前 - 西九日町 - 人吉医療センター - 人吉市役所 - 矢黒町 - 西瀬団地前 -                              | 小柿公民館前 | 火曜・金曜のみ運行 |
| 上原田線 | 人吉産交 | - 人吉駅前 - 人吉市役所 - 人吉医療センター - 山田橋 - 上林町 - 華まき温泉入口 - 上原田地区活性センター前 - | 尾曲         | 月曜・木曜のみ運行 |
| 七地線   | 人吉産交 | → 人吉駅前 → 西九日町 → 浪床町 → 下十文字 → 七地公民館前 → 上十文字 → 浪床町 → 西九日町 → 人吉駅前 →       | 人吉産交     | 月曜・木曜のみ運行 |

### 廃止された路線
2012年9月30日運行終了　
以下の路線のうち、鹿目線・大畑線・田野線・山江線については、2012年10月1日より人吉市予約型乗合タクシー へ路線転換している。
- 鹿目線（総合病院前－人吉産交－相良町－西瀬橋－上戸越）
- 大畑線（南町－東間－蟹作－赤池－下漆田－上漆田－大畑小学校前－下田代）
- 田野線（東間経由）（南町－東間－蓑野－古仏頂－木地屋－大塚－田野車庫）
- 田野線（西間経由）(総合病院前－西間下町－西間上町－蓑野－古仏頂－木地屋－大塚－田野車庫)
- 山江線（総合病院前－九日町－二日町－外山病院－前鍛冶屋町入口－駒井田－瓦屋町－与内山－上合の原－井ノ口－山江温泉センター前）
- 人吉インター線（東間経由）（古仏頂－蓑野－東間－南町－総合病院－前山田橋－鶴田町－合戦峰－鬼木町 ）
- 人吉インター線（西間経由）（古仏頂－蓑野－西間上町－西間下町－総合病院前－山田橋－鶴田町－合戦峰－鬼木町 ）
- 人吉タウンバス さるく人吉

2012年12月2日運行終了
- 五木村定期観光バス「いつきちゃん号」（翠嵐楼－人吉産交－人吉駅－九日町－人吉IC乗降口－藤田＜ダム建設予定地＞－瀬目公園－宮園の大イチョウ－子守唄公園・道の駅五木－小八重橋－白滝公園－水没予定地－道の駅五木－人吉IC乗降口－九日町－国宝・青井阿蘇神社－人吉駅前－人吉産交－翠嵐楼）

※3月～11月までの期間限定、土・日・祝祭日のみの運行（梅雨期は運休、紅葉期は平日も運行）
2013年3月15日運行終了
- 人吉インター線（人吉駅前－九日町－外山病院前－人吉IC乗降口）

2014年3月31日運行終了
- 神瀬線（人吉産交－人吉駅前－総合病院前－人吉産交－カルチャーパレス前－西人吉駅前－石水寺－渡駅前－渡小学校前－球泉洞前－旧神の瀬小学校前）
  - 2014年4月からは神瀬－石水寺線と石水寺－人吉線に系統分割されて運行が続けられている。詳細は現在の運行路線の項を参照。
- 黒白線（人吉産交－人吉駅前－総合病院前－人吉産交－カルチャーパレス前－林－石水寺－渡駅－渡小学校前－一勝地駅前－黒白（くろじろ））
  - 2014年4月から葉月からは球磨村コミュニティバスの一路線として運行が続けられている（産交バスは運行に関与しない）。

2019年3月31日運行終了
- 人吉五木線（人吉産交－人吉駅前－九日町－願成寺－人吉電力所前－相良村役場前－大谷－駐在所前－五木役場前－内谷・－駐在所前－頭地－宮園－上荒地）
  - 五木村では中心部を一周するルートがとられているため、頭地から奥へ向かう便は駐在所前バス停を2回通っていた。
  - 2019年より頭地－内谷・上荒地間は五木村が運営するコミュニティバス・リレーバスに転換されたが、利用者が村民に限定されたため、人吉方面から五木村の頭地以遠へ公共交通機関を利用して向かうことはできなくなった。
- 五木椎原線（上荒地－椎原（しいばる）診療所）
  - 人吉五木線の終点上荒地から五家荘の南側の入口の椎原診療所へ向けて足を延ばすもので、2010年10月に運行が開始されたが、8年半後に撤退。これにより、公共交通機関を利用して五家荘を訪れることはできなくなった。
  - この路線は上荒地行きがそのまま直通していたが、運賃は通算されなかった。

#### 高速バス

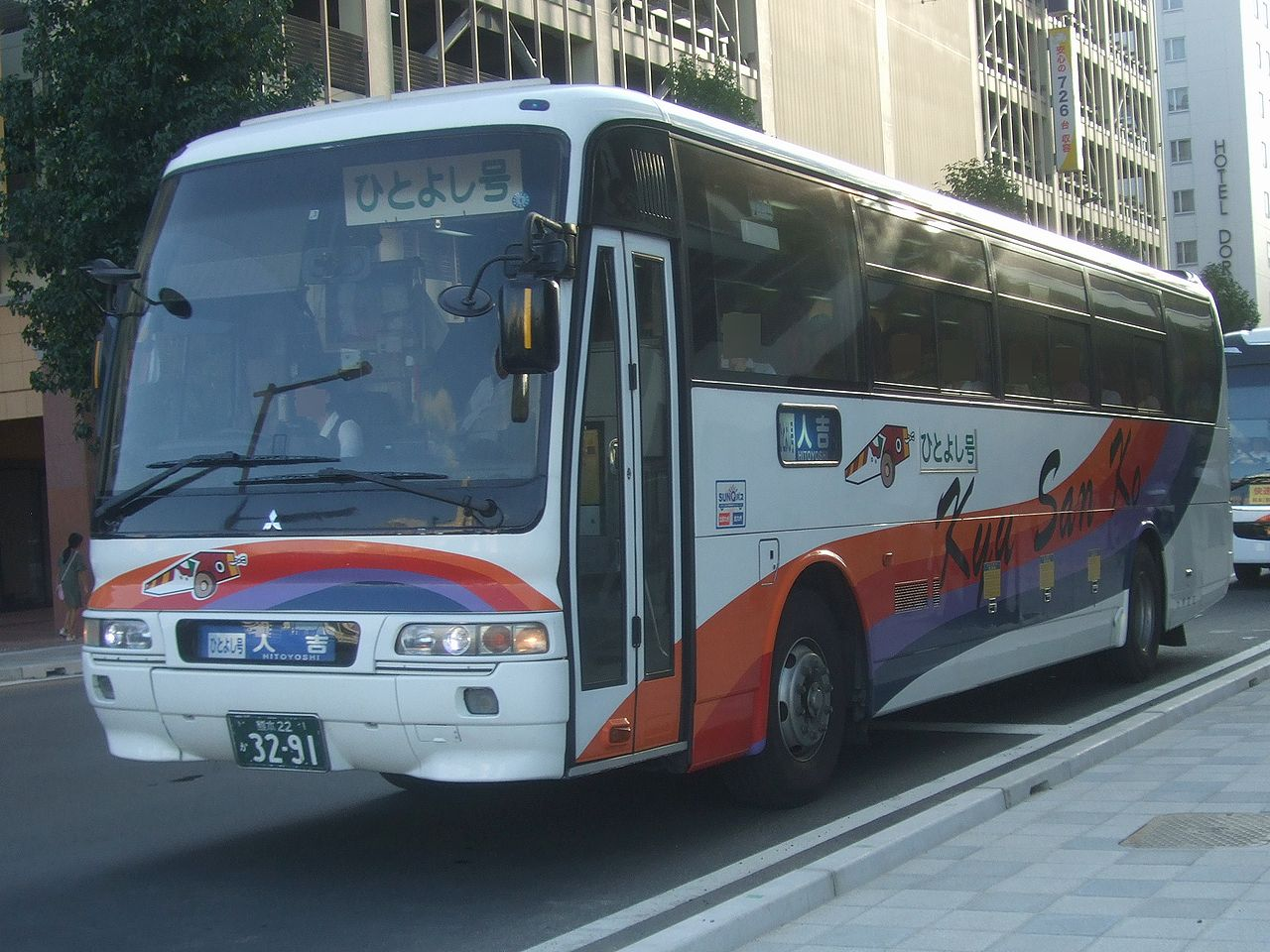
ひとよし号

- 熊本線「ひとよし号」（人吉産交－人吉IC－益城－自衛隊前－熊本県庁前－熊本桜町バスターミナル）

2014年7月31日限りで廃止されたが、2019年4月1日より運行が再開された。ただし、停車箇所については、運行中断期間の前後で大幅に異なる。かつては九州産交バス中央営業所（現：熊本営業所）との共管路線であった。
利用客不振と新型コロナウイルスの世界的感染拡大の影響により2020年7月31日を以って運行終了。
過去の主な停車停留所
- 運行休止直前（2011年8月のダイヤ改正以降）

熊本 - 人吉 - 多良木
西部車庫 - 熊本駅前 - 熊本交通センター（現：熊本桜町バスターミナル）  - 熊本県庁前  - 人吉駅前 - 人吉産交 - 錦町役場前  - あさぎり駅前  - 多良木駅前
- 2011年8月ダイヤ改正前

熊本 - 人吉
熊本交通センター（現：熊本桜町バスターミナル） - 熊本県庁前 - 自衛隊前  -  新八代駅（東口） - 人吉産交
路線沿革
- 1955年8月 - 熊本-人吉間直行バスを、国道3号経由で運行開始。
- 1992年8月頃 - 「ひとよし号」路線廃止。
- 2004年 - 熊本-新八代-人吉間「ひとよし号」4往復を復活。

九州産業交通中央営業所（現在の熊本営業所）と熊南産交（現在の産交バス）人吉営業所による共同運行。
- 2014年7月31日 - 利用者低迷により、路線維持が困難になったことを理由に同日をもって運行終了[4][5]。
- 2019年2月27日 - 産交バスが九州運輸局の認可次第で同年4月1日より1日1往復ながらも同区間を運行再開する事を発表[6]。
- 2019年4月1日 - 4年半ぶりに運行再開。
- 2020年7月31日 - 運行終了

## 客貨混載バス
2016年10月3日からヤマト運輸と提携の上、人吉五木線で宅急便を路線バスに積載する貨客混載バスの運行を開始した。宅急便を路線バスに積載する客貨混載バスの運行は、九州では宮崎交通に続いて2社目となり、全国では岩手県・宮崎県・北海道に次いで4県目となる。五木村方面発人吉行きが1日2便、人吉発五木村方面行きが1日1便の運行となる。
荷物の流れとしては、五木村方面発人吉行きが経路途中の相良村（「林業総合センター前」停留所）においてヤマト運輸のセールスドライバー（以下SDと表記）が五木・相良の両村で集荷した荷物をバスに乗せ、終点の当営業所においてバスの乗務員からヤマト運輸人吉センターのSDに荷物を引き渡す。逆に人吉発五木村方面行きではヤマト運輸人吉センターに届いた五木・相良の両村宛の荷物を当営業所でヤマト運輸人吉センターのSDによりバスに積み替え、相良村（「相良村運動公園前」停留所）においてそれぞれの地区を担当するSDに荷物を引き渡す。

## 車両

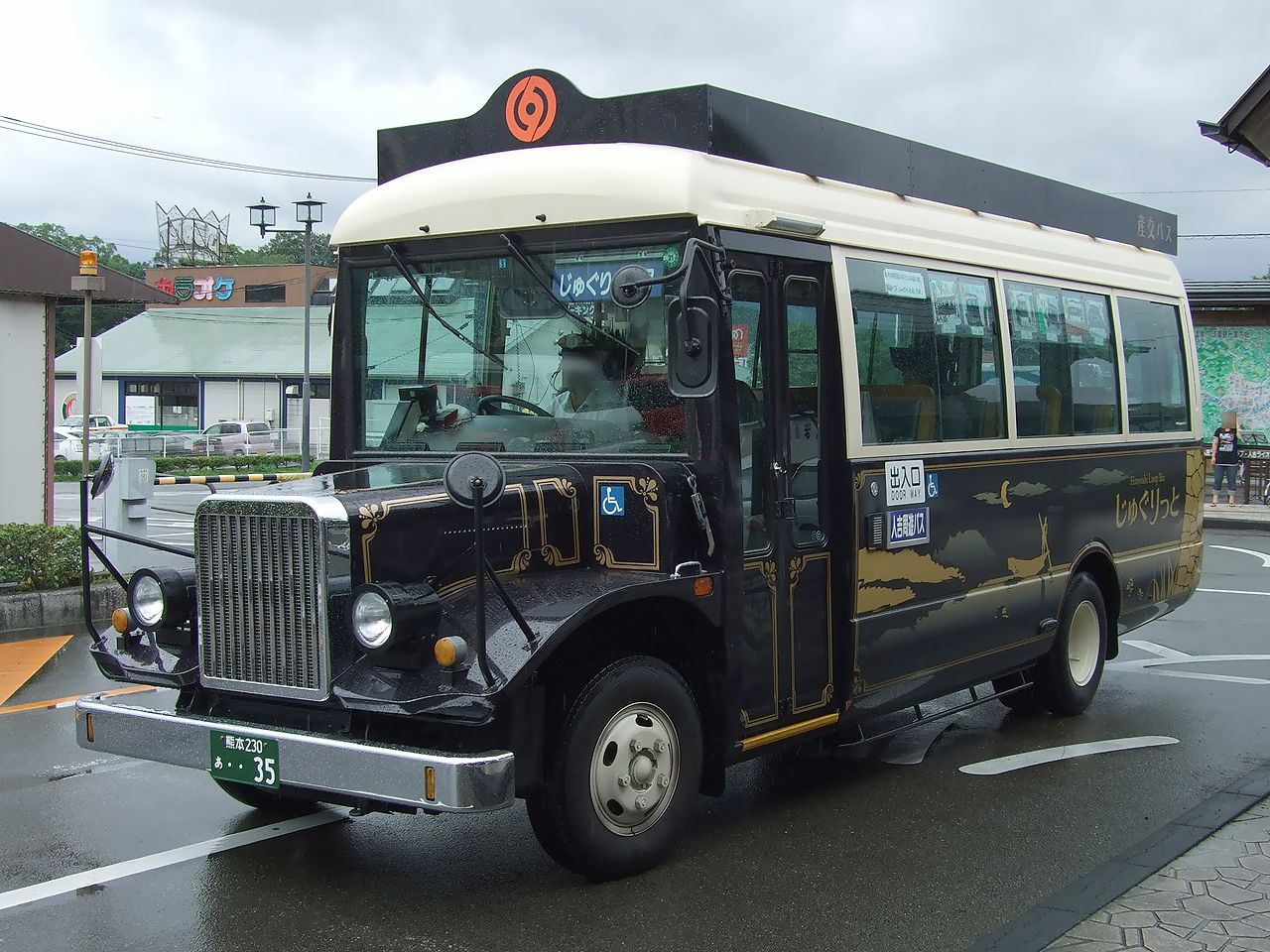
かつての人吉周遊バス車両

- 2台在籍する中型車以外は小型車での運行となっている。ほとんどの在籍車が日野で、後述の球磨川氾濫による水害発生前までは日野・リエッセとレインボーRBならびに日野・ポンチョが配属され、各路線で幅広く運用されていた。[11] また京王バスから移籍した日産ディーゼル・RNも在籍していた。
- 2020年7月の集中豪雨によって同月4日未明には球磨川が氾濫し、当営業所も大規模な被害を受け、営業所建物の他、留置されていた車両25台のうち20台が車体の半分まで浸水するほどの被害に見舞われた。これにより被災した車両はほとんどが廃車となり、他営業所の車両を転属させて運用しながら同月14日より順次営業を再開した[12][13]。
- 中型車は前出の客貨混載対応として、車内中央部に宅急便専用の荷台スペース設置改造を施した三菱車（神奈川中央交通からの移籍車）が他営業所から転属して配置されている。
- 前述の水害によって被災した車両の中にはかつての人吉周遊バス専用車両も含まれており、当該車両は和歌山県海南市で観光循環バスとして使われていた2003年式の26人乗りのボンネットバス風マイクロバス（三菱ふそう・ローザの車椅子対応リフト付き）を産交バスが購入し改造した車両が使われていた。現在では一般路線バスの車両にて運行されている。
- このほか、一時期は高速バス「ひとよし号」も担当していたため、トイレ付きの大型ハイデッカー車両も2台所有していた。いずれも熊本営業所（現：高速営業所）からの転属車で、専属車は4列シートの三菱エアロバス（元「ぎんなん号」→「ひのくに号」）がメインで使用されたが、予備車として3列シートの日野セレガ（元「なんぷう号」→「りんどう号」→高速予備）が入る事もあった。両方とも使用できない際は他営業所からの貸出車両にて運用された。当該車両は「ひとよし号」運行ダイヤの関係上、間合い運用として熊本空港リムジンバスにも使用されていた。前述の水害によりこの2台も被災したことに加え、人吉市街地の道路が通行不能となったため2020年7月4日以降は運休となり、運行再開しないまま7月31日に運行終了したため、実質的には同年7月3日が最後の運行となった。